# انشاءالله رحمتی
انشاءالله رحمتی (متولد ۱۳۴۵ در ملایر) پژوهشگر و مترجم ایرانی حوزه فلسفه و عرفان، سردبیر نشریه اطلاعات حکمت و معرفت و استاد گروه فلسفه دانشگاه آزاد اسلامی واحد تهران مرکزی است. او تاکنون چند بار به عنوان مترجم برگزیده شناخته شده است.

## زندگی
انشاءالله رحمتی زاده ملایر در سال ۱۳۴۵، تحصیلات دانشگاهی خویش را در سال ۱۳۶۴ در دانشکده الهیات دانشگاه تهران آغاز کرد. کارشناسی رشته فلسفه را در سال ۱۳۶۹ و کارشناسی ارشد همین رشته را در سال ۱۳۷۵ در این دانشگاه به پایان برد. هم‌زمان با تحصیل در دوره دکتری تخصصی فلسفه اسلامی از واحد علوم و تحقیقات دانشگاه آزاد به عضویت گروه فلسفه دانشگاه تهران مرکزی درآمد.
در طی این سال‌ها به تدریس در دانشگاه‌های مختلف مانند دانشگاه آزاد (تهران مرکزی، علوم و تحقیقات)، دانشگاه تهران، پژوهشگاه علوم انسانی اشتغال داشته است. در حال حاضر استاد دانشگاه آزاد اسلامی واحد تهران مرکزی و سردبیر اطلاعات حکمت و معرفت از سال ۱۳۸۴ است. زمینه‌های مطالعاتی وی را می‌توان در ذیل ۳ عنوان کلی فلسفه اخلاق و فلسفه دین و فلسفه اسلامی قرار داد. عمده فعالیت‌های وی در این سه حوزه در قالب ترجمه‌های متون تخصصی همراه با مقدمه و توضیحات دربارهٔ آن آثار است.
در زمینه فلسفه اخلاق برخی از متون این رشته را در اختیار علاقه‌مندان قرار داده است که از مهم‌ترین آن‌ها می‌توان دانشنامه فلسفه اخلاق ویراسته پل ادواردز و دونالد بورچرت و نقد عقل عملی (نقد دوم ایمانوئل کانت) را نام برد. از جمله فعالیت‌های وی در این زمینه تدریس مباحث فلسفه اخلاق در قالب دروس دانشگاهی و همچنین برگزاری کارگاه‌های آموزشی برای اعضای هیئت علمی دانشگاه‌های مختلف بوده است.
بیش از دو دهه به تدریس منظم مباحث فلسفه دین تحلیلی در مقاطع کارشناسی ارشد و دکتری پرداخته است. ترجمه فلسفه دین در قرن بیستم نوشته تالیافرو از جمله دستاوردهای وی در این زمینه است.
در زمینه فلسفه اسلامی نیز علاوه بر تدریس متون کلاسیک فلسفه در مقاطع مختلف کارشناسی، کارشناسی ارشد و دکتری به معرفی جریان‌های نوین مرتبط با فلسفه اسلامی اهتمامی پیوسته ورزیده است. برای آنکه بتواند خوانشی امروزی و کارآمد از فلسفه و معنویت اسلامی داشته باشد بخشی از تحقیقات و مطالعات خویش را به آثار سنت گرایان (طرفداران حکمت خالده) اختصاص داده است که ترجمه کتاب‌های خوب معرفت و معنویت نوشته سید حسین نصر، هنر و معنویت، گردآوری و تدوین مقالاتی از سنت گرایان و همچنین دین و نظم طبیعت و گلشن حقیقت هر دو از سید حسین نصر ره آورد این بخش از تلاش‌های اوست.
در دهه‌های اخیر اهتمامی پیوسته و پیگیر به بحث و بررسی پیرامون فلسفه و معنویت اسلامی در پرتو آثار هانری کربن داشته است. از مهم‌ترین دستاوردهای تحقیق وی در این زمینه ترجمه شاهکار هانری کربن با عنوان چشم‌اندازهای معنوی و فلسفی اسلام ایرانی در چهار جلد است. در کتاب وی با عنوان کیمیای خرد به نوعی این سه حوزه تحقیقات وی در ارتباط با هم بررسی شده‌اند و اهمیت هریک از آن‌ها و نیز ارتباطشان با یکدیگر حتی الامکان تبیین شده است.
او که در سال ۱۳۸۶ به عنوان مترجم برگزیده از سوی وزارت ارشاد اسلامی معرفی شد، تا به حال موفق به انتشار ده‌ها مقاله، ده‌ها مصاحبه شده است و راهنمایی و مشاوره پایان‌نامه‌های بسیاری (بیش از پنجاه پایان‌نامه در مقطع کارشناسی ارشد و دکتری) را بر عهده داشته است. ترجمه یا تألیف بیش از سی اثر را در کارنامه خویش دارد که بیشتر آن‌ها در قالب چاپ‌های مختلف در اختیار علاقه‌مندان قرارگرفته و برخی از آن‌ها به زودی منتشر خواهد شد.

### در دست انتشار
- فیلسوف و سلوک، هانری کربن
- فکرت امر قدسی نوشته رودلف اتو